# Wim Wagemans

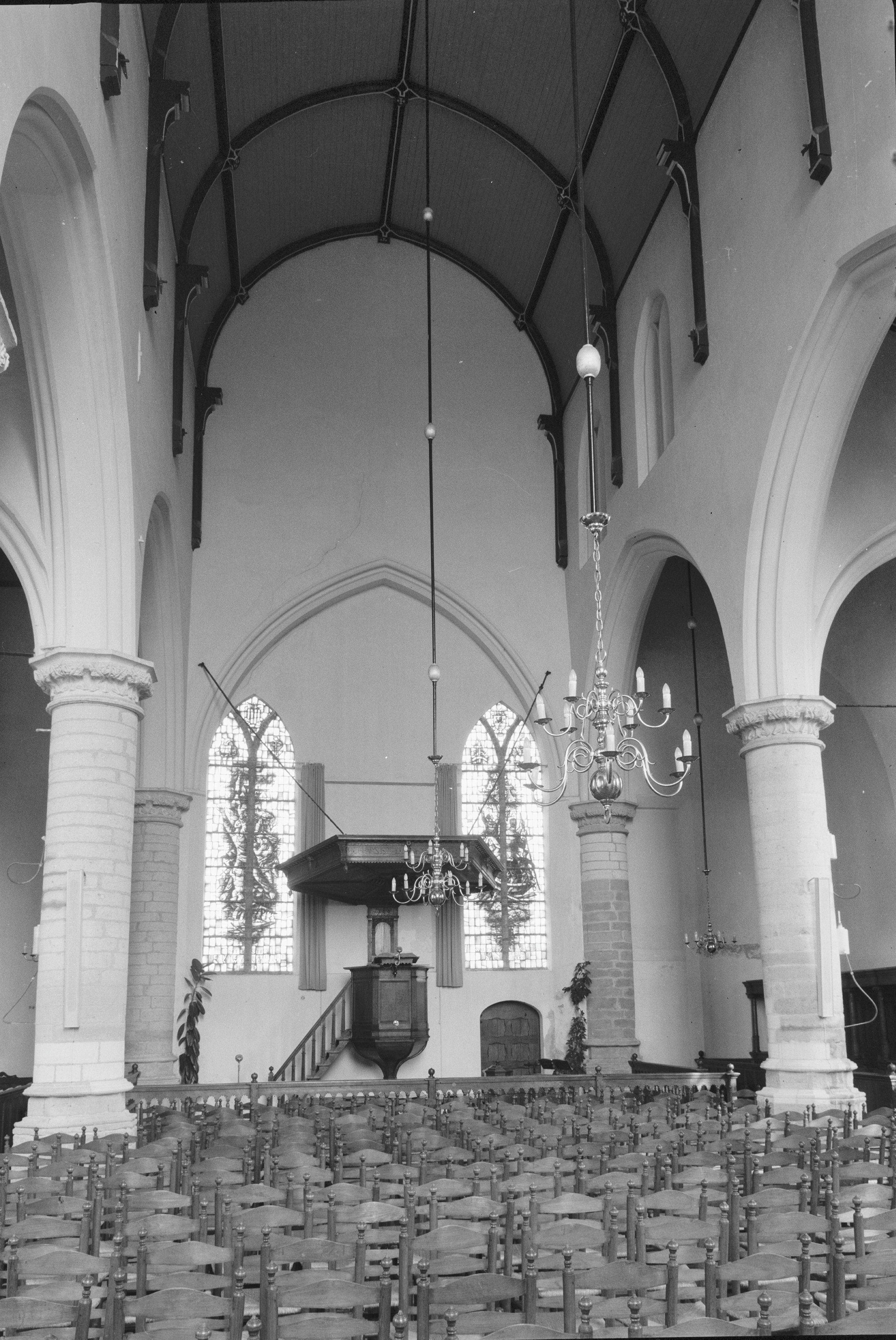
Gedenkramen Watersnoodramp (1956)

Willem Leonard (Wim) Wagemans (Leiden, 2 januari 1906 – Den Haag, 5 september 1993) was een Nederlands glazenier, grafisch ontwerper, lithograaf, mozaïekkunstenaar en schilder.

## Leven en werk
Wagemans was een zoon van winkelier Willem Wagemans en Margaretha Rosetta Pieternella Hansen. Hij trouwde in 1956 met de textielkunstenares Pieternella (Nella) Hogerheyde.
Hij werd opgeleid aan de Academie van Beeldende Kunsten in Den Haag en werkte vervolgens als schilder van glazen lampenkappen. In de avonduren bekwaamde hij zichzelf als glazenier. Hij maakte glas-in-loodramen, maar ook verlichtingsornamentiek voor woningen en openbare gebouwen. Hij bekwaamde zich vanaf eind jaren dertig in de zandstraaltechniek, de ramen die hij sindsdien maakte kregen een vloeiender lijnvoering met een naturalistischer voorstelling.
Na de Tweede Wereldoorlog werd hij glasschilder en chef-ontwerper op het atelier De Lint in Delft, waar hij vooral ontwerpen van Pieter A.H. Hofman uitvoerde. Hofmans laatste opdracht, het De Ruyterraam voor Vlissingen, werd na diens overlijden in 1965 afgerond door Wagemans. Vanaf 1958 had Wagemans een eigen atelier waar hij glasappliqués maakte, veelal voor scholen in het kader van de percentageregeling. Zijn voorstellingen werden in de loop der jaren meer abstract. Hij was lid van Arti et Amicitiae en de Haagse Kunstkring, hij exposeerde meerdere malen.
Wagemans was ook floretschermer, hij behoorde verscheidene keren tot de acht besten bij de Nederlandse kampioenschappen schermen. Van zijn medeschermers tekende hij karikaturen.
In 1981 werd Wagemans benoemd tot ridder in de Orde van Oranje-Nassau. Hij overleed op 87-jarige leeftijd.

## Werken (selectie)
- affiche (1930) voor de Tentoonstelling Studie Bent Vereeniging van jonge kunstenaars
- gegraveerd glas (1938) voor Stadsschouwburg in Arnhem
- gegraveerde glasplaten met vissen (1940) op de trapomgang en glasplaten op de tweede opgang (1956) voor Nozema in Lopikerkapel
- mozaïeken (1953) voor de Kongsholm, een Zweeds passagiersschip
- raam voor aula begraafplaats (1954) in Leiderdorp
- twee gedenkramen (1956) ter herinnering aan de watersnoodramp achter de preekstoel in de Johanneskerk te Kruiningen[4]
- ramen voor het PTT-kantoor (1959), Pieter de Hoochstraat 55, Amsterdam
- glasmozaïeken voor de Shalomkerk (voormalige Salvatorkerk) in Den Haag[5]
- mozaïek (1967) voor de hal van het stadhuis in Rijswijk
- twee glasappliqué-ramen (1980), voor sporthal "De Fluit", Leidschendam
- De Ruyterraam (1966), in de Grote of Sint-Jacobskerk (Vlissingen) van P.A.H. Hofman en voltooid door W.L. Wagemans.[6]
- mozaïek, voor de zuidgevel van de Bethlehemkerk in Papendrecht[7]